# Thomas Meyerhöfer
Thomas Meyerhöfer (* 24. Februar 1950 in München; † 1. September 2020 ebenda) war ein deutscher Hörfunkjournalist und Chefmoderator im Bayerischen Rundfunk.

## Leben
Meyerhöfer war der Sohn von Emil Meyerhöfer (1905–1989) und Susanne Adlon (1904–1989), einer Tochter des Hoteliers Louis Adlon. Er war der Halbbruder des 15 Jahre älteren Regisseurs Percy Adlon.  
Er wuchs in Garmisch-Partenkirchen auf und war oft in Ligurien, wo die Familie ein Wochenendhaus besaß und er Italienisch lernte. Sein Vater war von 1953 bis 1970 stellvertretender Direktor und Latein- und Griechischlehrer am Garmischer Gymnasium. Nach dem Abitur 1969 begann er mit dem Studium der Altphilologie, Germanistik und Italienisch in München.
1973 fing er beim Bayerischen Rundfunk bei der neu gegründeten Servicewelle Bayern 3 an und brach sein Studium ab. Dort war er in der Redaktion Verkehr, Tourismus und Service unter anderem im Autofahrermagazin Gute Fahrt zu hören. Er wechselte dann in die Redaktion Zeitfunk und moderierte Magazinsendungen wie den B3-Kurier. Von 1982 bis 1985 war er ARD-Korrespondent in Rom. Anschließend kehrte er in die Zeitfunk-Redaktion des Bayerischen Rundfunks zurück.
Von 1989 bis zum Ende seiner 42-jährigen Dienstzeit beim BR am 8. Mai 2015 moderierte Meyerhöfer, im wöchentlichen Wechsel mit anderen Moderatoren, die Frühausgabe der Sendung Radiowelt. Bei seinen Hörern war er so beliebt, dass seine Ruhestandsmeldung über 1200 Kommentare hervorbrachte.
Er moderierte auch das Büchermagazin Diwan und die wöchentliche Sendung zur deutschen Sprache Sozusagen!. Er war zudem Leiter der Redaktion Hörerforum und Medienkritik, die unter anderem die tägliche Sendung Tagesgespräch auf Bayern 2 und ARD-alpha produziert.
Meyerhöfer war mit Susanne Meyerhöfer verheiratet, die er während des Studiums kennengelernt hatte, und Vater eines Sohnes und einer Tochter. Er starb im September 2020 im Alter von 70 Jahren in München.